# Showbyznys
Showbyznys či šoubyznys (anglicky show business) je hovorové označení pro komerční a výdělečnou podnikatelskou činnost v oblasti masové zábavy. Jedná se o obchod s různými zábavními statky např. z oblasti divadla, hudby, sportu, filmu, televize, cirkusu, módy apod.

## Původ slova
Pochází od anglického slova show, což znamená podívaná, efektní zábavní pořad, atraktivní představení a slova business – obchodní podnikání, činnost provozovaná pro zisk.